# Жечков, Владимир Анатольевич
Владимир Анатольевич Же́чков (род. 23 мая 1959, Запорожье, УССР) — основатель музыкальной группы «Бе́лый орёл». Президент и совладелец «Премьер СВ», одной из крупнейших рекламных групп России в 1990-е годы.

## Биография
Родился 23 мая 1959 года в Запорожье (УССР). Высшего образования не получил. В начале карьеры работал грузчиком на Главпочтамте. Затем устроился на центральное телевидение возить бобины с пленкой. Участвовал в создании передач «Утренняя почта» и «Утренняя звезда».
Коммерческий успех пришёл к Жечкову после открытия совместно с Сергеем Лисовским в 1991 году рекламного агентства «Премьер СВ», которое затем выросло в группу компаний, выкупив каналы «Муз-ТВ» и «М-1», журналы «Медведь» и «Я сама», а также Жечков создал журнал «ТВ Парк».
В книге «Время Березовского» Пётр Авен утверждает, что «Жечков для какой-то части московской интеллигенции был культовой фигурой». Собеседник Авена, Владимир Григорьев, вспоминает, как Жечков объяснял Борису Березовскому, какие туфли надо носить, какие покупать рубашки, где в Париже их заказывать. «Боря, ты посмотри на себя, ты как выглядишь?» – говорил он в 1995 году.
После кризиса 1998 года большую часть активов Жечков и Лисовский продали за долги Березовскому. В 2000 году «Премьер СВ» обанкротился.
В 1996 году создал музыкальную группу «Бе́лый орёл». Главные хиты группы — песни «Потому что нельзя быть на свете красивой такой» и «Как упоительны в России вечера» — исполнил сам Жечков. Название группы было взято от названия водки, которую рекламировала «Премьер СВ».
В 2002 году погибла единственная дочь Жечкова, после чего он сорвался в депрессию и отошёл от дел. По его собственным словам, он проиграл в казино 150 миллионов долларов. В начале 2010-х проживал в одиночестве на своей вилле под Парижем.